# روي هاينر
روي هاينر (بالهولندية: Roy Heiner)‏ هو متسابق يخت هولندي، ولد في 22 نوفمبر 1960 في Virginia, South Africa ‏ في جنوب أفريقيا.

## وصلات خارجية
- روي هاينر على موقع الاتحاد الدولي للملاحة الشراعية (موقع جديد) (الإنجليزية)
- روي هاينر على موقع الاتحاد الدولي للملاحة الشراعية (موقع قديم) (الإنجليزية)
- روي هاينر على موقع اللجنة الأولمبية الدولية (الإنجليزية)
- روي هاينر على موقع أوليمبيديا (الإنجليزية)